# Antipixel

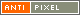
Un classico antipixel 80x15

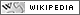
Un antipixel su Wikipedia

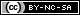
Un antipixel per licenza CC BY-NC-SA

Un 'antipixel, chiamata anche badge web, è un'immagine di piccole dimensioni usata sui siti web per promuovere gli standard web, il software usato per la creazione del sito o per indicare una specifica licenza di contenuti.
L'immagine del logo Powered by MediaWiki, sul sito web di Wikipedia è un esempio di un badge web.
Date le sue ridotte misure, un antipixel si adatta a tutti i tipi di siti, compresi blog e forum.
Le dimensioni più diffuse dei web badges sono di 88x31 pixel e 80x15 pixel (in questo caso si definiscono antipixel), in genere nel formato GIF o PNG e composte da una piccola immagine a sinistra con il testo a destra.
Le dimensioni più comuni, espresse in pixel, sono:
- 36x13
- 80x15
- 88x31
- 110x32
- 120x60
- 125x50
- 180x60